# Ataíde Arcoverde
Ataíde Alves Arcoverde (Guiratinga, 23 de abril de 1954) é um ator, humorista e professor de interpretação brasileiro, conhecido principalmente pelos seus papéis cômicos na TV.
É mais conhecido por ter interpretado Salsichão, o mordomo da socialite Lady Kate (Katiuscia Canoro) no humorístico Zorra Total.
No Festival Nacional do Humor de Mato Grosso de 2021, Arcoverde foi o homenageado daquela edição.
No Carnaval do Rio de Janeiro de 2023, Arcoverde teve participação especial no desfile da Unidos de Vila Isabel onde apareceu dentro de um caixão carregado por componentes de terno e gravata.

## Carreira

### Televisão
| Ano       | Título                          | Personagem                                                              | Nota                             |
| --------- | ------------------------------- | ----------------------------------------------------------------------- | -------------------------------- |
| 2022      | Família Paraíso                 | Raulzito                                                                |                                  |
| 2018      | Treme Treme                     | Funécio                                                                 |                                  |
| 2017-2020 | A Vila                          | Lupércio / Lucrécia                                                     |                                  |
| 2016-2020 | Xilindró                        | Matusalém                                                               |                                  |
| 2015-2017 | Zorra                           | Vários Personagens                                                      |                                  |
| 2013      | O Dentista Mascarado            | Cliente de Doutor Paladino                                              | Episódio: "05 de abril"          |
| 2006      | Carga Pesada                    |                                                                         | Episódio: "Mata o Véio, Mata"    |
| 2004-2015 | Zorra Total                     | Salsicha/Salsichão/Monstro Verde da Lagoa                               |                                  |
| 2004-2005 | A Diarista                      | Homem Mudo (Pilha Fraca)                                                |                                  |
| 2001      | Escolinha do Professor Raimundo | Sivi                                                                    |                                  |
| 1999      | Você Decide                     |                                                                         | Episódio: A Fidelidade           |
| 1998      | Você Decide                     |                                                                         | Episódio: A Pílula               |
| 1997      | Mandacaru                       | Balbino                                                                 |                                  |
| 1996      | Chico Total                     | Amigo do Alvino/Morador de Chico City/Secretário do Prefeito Canavieira |                                  |
| 1994      | Confissões de Adolescente       | Homem Cego                                                              | Episódio: "A Tragédia"           |
| 1993      | Não Pergunta Que Eu Respondo    | Múmia Paralítica                                                        |                                  |
| 1990      | La Mamma                        | Homem das Cabras                                                        |                                  |
| 1986      | Sinhá Moça                      | Robusto                                                                 |                                  |
| 1982      | Sítio do Picapau Amarelo        | Maestro Tangará                                                         | Episódio: Reinações de Narizinho |
| 1982-1990 | Chico Anysio Show               | Castor                                                                  |                                  |

### Cinema
| Ano  | Título                                                | Personagem                    |
| ---- | ----------------------------------------------------- | ----------------------------- |
| 2014 | O Casamento de Gorete                                 | Marivalda                     |
| 2007 | Os Porralokinhas                                      |                               |
| 2000 | Estorvo                                               | Ruivo                         |
| 1990 | Lambada                                               | Motorista do Caminhão do Lixo |
| 1988 | Fábula de la Bella Palomera                           | Barbeiro                      |
| 1986 | Com Licença, Eu Vou à Luta                            |                               |
| 1986 | Ópera do Malandro                                     |                               |
| 1985 | Os Trapalhões no Reino da Fantasia                    | Nico                          |
| 1984 | Eu, Você, Ele e os Outros (Non c'è due senza quattro) | Vinicio                       |
| 1983 | Atrapalhando a Suate                                  |                               |